# Inkognitogata 18
Inkognitogata 18' es la residencia oficial del Primer Ministro de Noruega. Se encuentra en Oslo, la capital de Noruega. La residencia se completó en 2008 y es un complejo de edificios nuevos y antiguos. Incluye los edificios originales en Parkveien 45, Inkognitogata 18 y Riddervolds 2, que se han conectado con nuevas estructuras, y los jardines de Parkveien 45 a 47.
La residencia privada del primer ministro está en Inkognitogata 18, mientras que la residencia oficial y las salas de representación del gobierno están en Parkveien 45 e Inkognitogata 18. Riddervolds 2 es la residencia oficial para los dignatarios extranjeros visitantes. El conjunto tiene una superficie de 3030 m2. Inkognitogata 18 tiene una superficie de 670 m2 con las salas privadas de 400 m2.
El proyecto fue dirigido por Statsbygg y los arquitectos de los nuevos edificios fueron Riseng & Kiehl AS Arkitekter mientras que la empresa Snøhetta diseñó el jardín. El proyecto tuvo un precio total de 315 millones de coronas noruegas.

## Residencias del primer ministro
Noruega ha tenido varias residencias para su líder estatal a lo largo de los años, pero no tuvo una residencia oficial para el primer ministro hasta que se completó la residencia actual. Parkveien 45 se considera la primera y original residencia de los primeros ministros en Noruega, mientras que la Villa Stenersen de Arne Konsmos también sirvió como residencia del primer ministro durante algún tiempo. El último primer ministro que vivió en otra residencia antes de la finalización de Inkognitogata 18 fue Odvar Nordli, que vivía en Villa Stenersen, pero se mudó antes de que terminara su mandato y entregó la residencia al ministro de Comercio Hallvard Bakke. Nordli creía que Bakke, que vivía en un apartamento pequeño con su esposa y sus dos hijos, necesitaba el espacio más que Nordli y su esposa.
En 2004, el primer ministro Kjell Magne Bondevik propuso que se construyera una residencia adecuada tanto por razones prácticas como de seguridad. Se siguieron estos planes y Jens Stoltenberg se convirtió en el primer primer ministro en residir en el edificio cuando se completó la expansión y restauración en 2008.

## Primeros ministros que han residido en Inkognitogata 18
- Jens Stoltenberg (2008-2013)
- Erna Solberg (2013-2021)
- Jonas Gahr Støre (2021-presente)

## Edificios individuales

### Parkveien 45
Parkveien 45 solía ser la residencia oficial del primer ministro de Noruega, pero no se había utilizado como tal durante muchos años.
La casa en Parkveien 45 fue construida originalmente como una residencia privada para Fredrik Sundt, un empresario importador de aceite de parafina, de ahí el nombre popular de la casa 'Villa Parafina'. La villa fue comprada por el gobierno noruego en 1896. De 1898 a 1908 fue utilizada como residencia del primer ministro de Noruega, albergando a Francis Hagerup, Johannes Steen, Otto Blehr, Christian Michelsen y Jørgen Løvland. Desde 1908 la casa fue la residencia del ministro de Relaciones Exteriores hasta 1961, cuando se convirtió en la casa de representación del gobierno. La casa es importante en la historia de la Negociaciones de independencia de Noruega con Suecia en 1905.